# Bayerische ML 2/2
Die Lokomotiven der Gattung ML 2/2 der Bayerischen Staatsbahn waren leichte und sehr kompakte Heißdampflokomotiven für den Betrieb auf Lokalbahnen. Sie waren ein Gegenentwurf von Maffei zu den von Krauss gebauten Lokomotiven der Gattung PtL 2/2 („Glaskasten“).

## ML 2/2, PtL 2/2, DR 9836
Mit den Krauss-Maschinen gemeinsam hatten die ML 2/2 die Achsfolge B, die halbselbsttätige Schüttfeuerung, die einen Einmann-Betrieb zuließ, und Umläufe mit Geländern, die vorne und hinten einen gefahrlosen Zugang zum Wagenzug ermöglichten. Das Triebwerk war jedoch ein völlig anderes; die Lokomotiven hatten zwei Außenzylinder mit je zwei gegenläufigen Kolben, die zwischen den beiden Achsen angeordnet waren. Die Achsen waren über innenliegende Kuppelstangen verbunden.
1906 lieferte Maffei zunächst drei Lokomotiven (Bahnnummern 4001–4003). Trotz des ungewöhnlichen und für eine Zweizylinder-Lokomotive äußerst komplizierten Triebwerks bewährten sich die Maschinen und Maffei lieferte bis 1908 weitere 21 Exemplare (Nr. 4004–4024). Die guten Erfahrungen mit diesen Lokomotiven führten auch zum Bau der Dampftriebwagen der Gattung MCCi, deren Triebdrehgestell und Kessel im Wesentlichen der ML 2/2 entsprach.
Drei Lokomotiven wurden 1922 an die Vereinigten Schamottefabriken in Marktredwitz verkauft. Die übrigen Maschinen waren im vorläufigen Umzeichnungsplan der Reichsbahn von 1923 vollständig als 98 361–384 enthalten; sie wurden jedoch bis 1924 ausgemustert. Der Grund dafür war das umständliche und wartungsintensive Triebwerk.

## MÁV 12

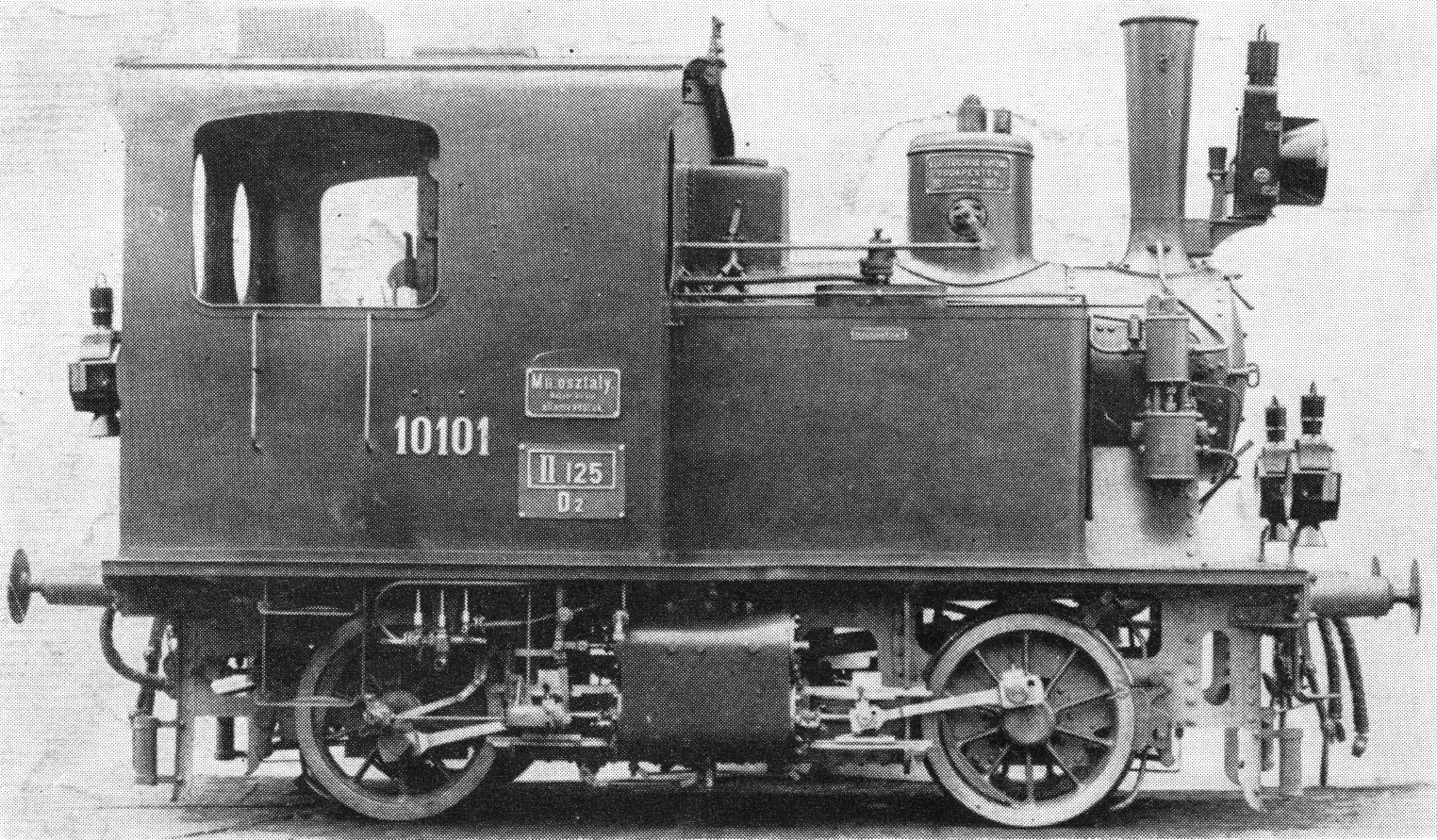
MÁV 12

Für  den Vorortverkehr in Budapest baute die Magyar Királyi Államvasutak Gépgyára (Maschinenfabrik der Staatsbahn) 1907 zwei Maschinen mit den Fabrik-Nr. 1976 und 1977 der späteren Reihe 12. Diese waren Lizenzbauten der ML 2/2 von Maffei. Von der unkonventionellen Grundkonstruktion versprach man sich einen besseren Ausgleich der bewegten Massen und somit einen ruhigeren Lauf der Maschinen, als bei bislang in gleichen Diensten eingesetzten Loks. Die zugelassene Höchstgeschwindigkeit für die Konstruktion betrug in Ungarn 60 km/h. Wie in Bayern, benötigte aber auch in Ungarn die Wartung der innerhalb des Rahmens liegenden Triebwerksteile größeren Aufwand als erwartet.

Die ursprünglichen Betriebsnummern MII 10101 und 10102 wurden mit dem neuen Nummernschema 1911 in 12.001 und 12.002 umgezeichnet.